# گالومین
گالومین (به لهستانی:  Galumin) یک روستا در لهستان است که در گمینا لوبوویز واقع شده‌است.